# Jaffa (Stargate)
I Jaffa sono una razza della serie televisiva di fantascienza Stargate SG-1.
I Jaffa vivono su molti pianeti differenti in base ai Goa'uld che servirono e sono un popolo addestrato alla guerra, pronto a morire in nome, inizialmente, del proprio dio, in seguito, della libertà di tutti i Jaffa.

## Fisiologia
I Jaffa sono una specie biologicamente molto simile agli umani, il cui genoma in passato è stato manipolato artificialmente dai Goa'uld rendendoli predisposti ad ospitare le loro larve. Discendono dalle popolazioni terrestri rapite usando lo Stargate e schiavizzate per servire i Goa'uld come dèi.
Grazie alla loro alterazione genetica data loro dai simbionti, i Jaffa sono in grado anche di sopravvivere all'esposizione a radiazione per diverso tempo.

### IlPrim'tah
L'impianto della larva Goa'uld avviene attraverso un rituale, o Prim'tah, celebrato appena prima della pubertà, a circa 10 anni. L'impianto della larva incrementa la forza fisica e i riflessi dell'ospite, e rimpiazza il suo sistema immunitario rendendolo immune alle maggior parte delle malattie e dei traumi, allungandone la speranza di vita. Se la cerimonia non avviene, il sistema immunitario del bambino cede e il ragazzo muore. Anche il potere curativo della larva, però, ha i suoi limiti: se la ferita è troppo grave l'ospite muore e se l'infezione è troppo violenta la larva lascia l'ospite.
Durante l'impianto, viene tagliato il ventre con una forma a "X", per creare una sacca per la larva. La sacca non si chiude mai completamente e il simbionte può essere rimosso in ogni momento, potendo così essere rimosso e rimpiazzato con una larva nuova, una volta che la precedente diviene matura, circa ogni sette anni. Se il simbionte venisse tolto il sistema immunitario del Jaffa crollerebbe, provocando la morte del Jaffa in poche ore.
Il simbionte dà al Jaffa che lo ospita maggiore forza fisica, salute e longevità, infatti possono vivere in ottima salute per più di cento anni. Non hanno nemmeno bisogno di dormire, scendono semplicemente in uno stato di profonda meditazione chiamato Kelnorim, durante il quale il simbionte ripara ogni ferita del Jaffa.
Su Pangar, gli esseri umani svilupparono una droga, prodotta dai simbionti Tok'ra, che per i Jaffa divenne la speranza per non necessitare più di una larva Goa'uld per sopravvivere. Proprio come il simbionte, la droga, chiamata Tretonin, agisce sul sistema immunitario del Jaffa, rendendolo forte come se ospitasse il Goa'uld.

### IlKelnorim
Il Kelnorim è un rituale di meditazione che sostituisce il sonno. Quando un Jaffa entra in meditazione, il suo simbionte cura le eventuali ferite dell'ospite e in questa fase il battito cardiaco si può abbassare fino anche ad un battito al minuto. Durante la meditazione simbionte e ospite riescono a comunicare tra loro, ma questa procedura era proibita dai Goa'uld perché essi temevano che il simbionte potesse essere influenzato.
Quando nella settima stagione di Stargate SG-1, Teal'c perse il suo simbionte, non riuscì per diverso tempo ad eseguire un Kelnorim, proprio perché il simbionte sta alla base del rituale. Su suggerimento di Daniel Jackson, Teal'c riuscì nuovamente a eseguire il rituale, scoprendo che i suoi effetti erano positivi sul suo corpo, anche senza avere un simbionte.

## Storia
Inizialmente i Goa'uld trasferivano i terrestri su altri pianeti attraverso lo Stargate per farli lavorare come schiavi nelle miniere di Naquadah, elemento indispensabile nelle tecnologie usate dai loro padroni. Quando, circa nel 3.000 a.C., scoppiò una ribellione sulla Terra, Ra, Supremo Signore dell'Impero Goa'uld, dovette ritirarsi e lo Stargate del pianeta fu sepolto.
Sul pianeta Dakara, alcuni di questi umani furono usati come ospiti delle larve dei Goa'uld e da allora quegli umani modificati furono chiamati Jaffa. Diverse migliaia di anni fa, un gruppo di Jaffa comprese che i Goa'uld non erano vere divinità e fuggirono dai loro padroni, nascondendosi su un pianeta sconosciuto ai loro nemici. Essi sono noti come Sodan. Non possiedono alcun simbolo dei Goa'uld ma necessitano di un simbionte per vivere, così sono costretti a razziare i simbionti per sopravvivere.
Per migliaia di anni, i Jaffa servirono con totale dedizione diversi signori Goa'uld come soldati nei loro eserciti, controllati tramite la presunta natura divina dei loro padroni. Solamente i maschi però erano usati come soldati. Venivano cresciuti come guerrieri, indottrinati sin dalla loro nascita con la disciplina e l'addestramento fisico. In molti casi la loro devozione raggiunse il fanatismo, credendo che se avessero servito con onore il loro dio sarebbero stati ricompensati dopo la morte. I Jaffa credono inoltre che il loro scopo ultimo sia l'ascensione ma non è chiaro se i Goa'uld favorirono o meno questa credenza.
La ribellione Jaffa ebbe inizio solo quando il Primo Jaffa di Apophis, Teal'c, tradì il suo padrone e si unì ai Tau'ri. Il Jaffa infatti aveva già cominciato a credere che i Goa'uld non fossero dèi, ma, solo quando incontrò il colonnello O'Neill, trovò il coraggio di abbandonare il servizio per Apophis. Con l'aiuto del maestro Bra'tac, Teal'c riuscì a diffondere la sua verità ed altri Jaffa si unirono alla causa, alleandosi con i terrestri e i Tok'ra.
Durante la lotta per la liberazione, i Jaffa incontrarono molti ostacoli sin dal principio. Ad un meeting dei primi Jaffa liberi, solo Teal'c e Bra'tac sopravvissero ad un attacco dei Goa'uld. Questi tentarono anche di demolire l'alleanza con terrestri e Tok'ra, riuscendo nel loro intento e costringendo le tre fazioni a lottare individualmente.
Il ritorno di Anubis e la seguente guerra civile tra i Signori del sistema, rinvigorì la ribellione Jaffa. Con l'ulteriore guerra tra Goa'uld e Replicatori, l'Impero si indebolì ulteriormente. Con una serie di vittorie, Anubis fu fermato, i Replicatori furono distrutti e i Jaffa colpirono duramente gli ultimi Goa'uld rimasti, raggiungendo la tanto desiderata libertà.
In corrispondenza con la caduta dell'Impero dei Goa'uld, nacque la Nazione Libera Jaffa. Teal'c divenne un membro influente dell'Alto Consiglio, consiglio che rappresenta tutte le nazioni Jaffa. Nonostante i dubbi di Teal'c, Gerak, convinto che la rappresentanza nel Consiglio dovesse dipendere dalla forza militare, divenne il leader del Consiglio stesso e diede il via ad una caccia ai cloni di Ba'al, l'ultimo Goa'uld rimasto.
Quando un Priore degli Ori giunge nella Via Lattea, predicando la loro religione, Gerak diviene egli stesso un Priore quando vede la vera potenza degli Ori, molto superiore a quella dei Goa'uld. Gerak suggerisce così al Consiglio di accettare le nuove divinità e imporle per legge ai Jaffa. Quando Teal'c chiede a Gerak di curare dei membri del Comando Stargate colpiti da una piaga degli Ori, Gerak accetta ma viene punito, bruciando vivo. La morte di Gerak spinse i Jaffa a respingere il volere degli Ori che, tuttavia, minacciavano ancora la galassia finché i Tau'ri non usarono l'arca della verità sui Priori, demolendo così la potenza degli Ori. Con la loro sconfitta, i Jaffa furono completamente liberi da ogni sorta di minaccia.

## Cultura
I Jaffa sono una società di guerrieri e, per lungo tempo, credettero di servire degli dèi ma non vedendosi come schiavi, finché la ribellione non prese piede con fermezza. Essi credevano che servire gli dèi fosse l'aspirazione più alta e che morire servendo il loro signore avrebbe portato grande privilegi dopo la morte.
I Jaffa sono un popolo conosciuto per il loro coraggio e la loro forza di volontà. Nei secoli, divennero fieri delle loro abilità di guerrieri ed ebbero sempre un grande senso dell'onore e della nobiltà d'animo. Credono anche in una vita dopo la morte, quando le loro anime verranno portate su Kheb, il pianeta dove un tempo viveva l'Antica Oma Desala. I Jaffa infatti sono a conoscenza della conclusione dell'evoluzione nell'ascensione e alcuni di loro si inginocchiano se in presenza di esseri ascesi.
I Jaffa sono noti per il forte rancore che portano per i loro nemici e per la loro grande memoria. Sembra anche che abbiano poco senso dell'umore e le loro barzellette riguardano solo i Jaffa o i Goa'uld rivali.
Quando avviene un litigio tra una coppia Jaffa senza che riescano a riappacificarsi, si ricorre ad una pausa, quella che sulla Terra viene definita come "pausa di riflessione". I Jaffa però usano una forma più rigida e pubblica, almeno su Chulak: l'uomo, o la donna, deve quindi affermare pubblicamente di essere in pausa e questa decisione deve essere confermata e garantita dal partner. Se la disputa non viene risolta, si necessita l'uso delle armi.

### Il Primo Jaffa
Il grado di Primo Jaffa viene assegnato solo dopo essersi sottoposto ad un rigidissimo addestramento e dopo essersi ripetutamente distinti in battaglia. Prende ordini direttamente dal Goa'uld che serve ed è, inoltre, il comandante in capo della guardia personale del Goa'uld con il compito di gestirne l'intera forza armata. Il Primo Jaffa, quindi, risponde del comportamento dell'esercito, ottenendo onori in caso di vittoria, ma rischiando, in caso di grave sconfitta o di negligenza, la morte che avverrebbe attraverso l'uccisione della larva Goa'uld ospitata all'interno della sua sacca ventrale. Questa fine capitò, per esempio, a Ro'nak, padre di Teal'c, che venne ucciso da Cronus Il Primo Jaffa solitamente porta il marchio del Goa'uld che serve. Il simbolo viene fissato con una colata d'oro fuso versato su un taglio, sulla fronte, che ha la forma del simbolo del Goa'uld.
Bra'tac e Teal'c furono, in successione, Primo Jaffa di Apophis; Bra'tac fu anche il Primo Jaffa di Klorel, figlio di Apophis.